# تحلیل آثار خون
تحلیل آثار پاشیدگی خون (به انگلیسی: Bloodstain pattern analysis، به اختصار: BPA) یکی از گرایش‌های تخصصی در رشته جرم‌شناسی است.
کارشناسان تحلیلگر آثار خون، با ردیابی نوع پاشیدگی خون در محل انجام جنایت، و هم‌چنین تجزیه و تحلیل دی‌ان‌ای موجود در خون یافت‌شده در محل جرم و مقایسه نمونه‌های خون‌ها ممکن است به نتایجی دست یابند که به حل معماهای جنایی و یافتن بزهکاران کمک کند.
امروزه در کشورهای پیشرفته تحلیل آثار خون با روش‌های علمی و با بهره‌گیری از دانش‌های زیست‌شناسی، شیمی، ریاضیات و فیزیک و استفاده از فناوری‌های پیشرفته انجام می‌شود. نتایجی که از این‌گونه روش‌های علمی به‌دست آمده و علمی بودن آن‌ها قابل اثبات است، می‌توانند مدرک معتبری برای رسیدگی به پرونده‌های جنایی در دادگاه به‌شمار بیایند.

## تاریخچه
تحلیل آثار پاشیدگی خون برای قرن‌ها به صورت غیررسمی استفاده می‌شد ولی اولین مطالعه مدرن دربارهٔ لکه خون در سال ۱۸۹۵ بود. دکتر ادوارد پیوتروسکی از دانشگاه کراکیو مقاله ای منتشر کرد تحت عنوان: "بسته به اطلاعات، حالت، مسیر و چرخش قطره خون بعد از ضربه کُند به سر. تعداد انتشارها نشان داد که جنبه‌های مختلفی از لکه خون منتشر شده بود ولی مقاله دکتر پیوتروسکی نتوانست به آنالیز سیستمی ورود پیدا کند.
کتاب "لیموینه اسنایدر" که استفاده زیادی از آن شده بود بنام ”تحقیقات قتل"(منتشر شده در ۱۹۴۱ و بروزرسانی در ۱۹۷۱) هم به صورت خلاصه اشاره کرده بود که لکه خون بعد از مدتی گذشته را نشان می‌دهد. بدین صورت که لکه خونی که از زخم دفاعی سقوط می‌کند کمرنگ تر است و حرکت حمله‌کننده و قربانی را نشان می‌دهد.
دومین مطالعه مدرن تجزیه و تحلیل خون مربوط به پرونده سم شپرد در سال ۱۹۵۴بود. زمانی که همسر یک پزشک پوکی استخوان در خانه مورد ضرب و شتم قرار گرفت.
مورد تفسیر از کتاب هنری با تحلیل دکتر سینا عقیل پور